# Магдалена Баварська
Магдалена Баварська (нім. Magdalene von Bayern, 4 липня 1587 — 25 вересня 1628) — баварська принцеса з династії Віттельсбахів, донька герцога Баварії Вільгельма V Благочесного та лотаринзької принцеси Ренати, дружина пфальцграфа Нойбургу, герцога Юліха та Бергу, Вольфганга Вільгельма.

## Біографія
Народилась 4 липня 1587 року у Мюнхені. Була наймолодшою, десятою, дитиною та четвертою донькою в родині правлячого герцога Баварії Вільгельма V Благочесного та його дружини Ренати Лотаринзької. Мала старших братів Максиміліана, Філіпа, Фердинанда, Карла та Альбрехта й сестру Марію Анну. Інші діти померли в ранньому віці до її народження.
Батько у 1597 році зрікся влади на користь старшого сина та пішов у монастир. Матір багато займалася благодійністю, народ почитав її як святу. Померла, коли Магдалені було 14 років.
У 1607 році руки принцеси просив ерцгерцог Матіас, сподіваючись отримати допомогу у боротьбі проти свого брата Рудольфа II, імператора Священної Римської імперії. Хоча батько схвалив даний союз, брат-герцог виступив проти, не бажаючи втручатися у родинні справи Габсбургів, і наступного року Матіас отримав офіційну відмову. З іншого боку, у травні 1609 року Мюнхен відвідав ерцгерцог Леопольд, якого Рудольф II обіцяв зробити спадкоємцем престолів Чехії та Угорщини, замість Матіаса, і який також висловив бажання взяти шлюб із Магдаленою. У принцеси виникли почуття до Леопольда, але цей союз також не реалізувався. Значно пізніше Леопольд побрався із Клаудією Медічі.

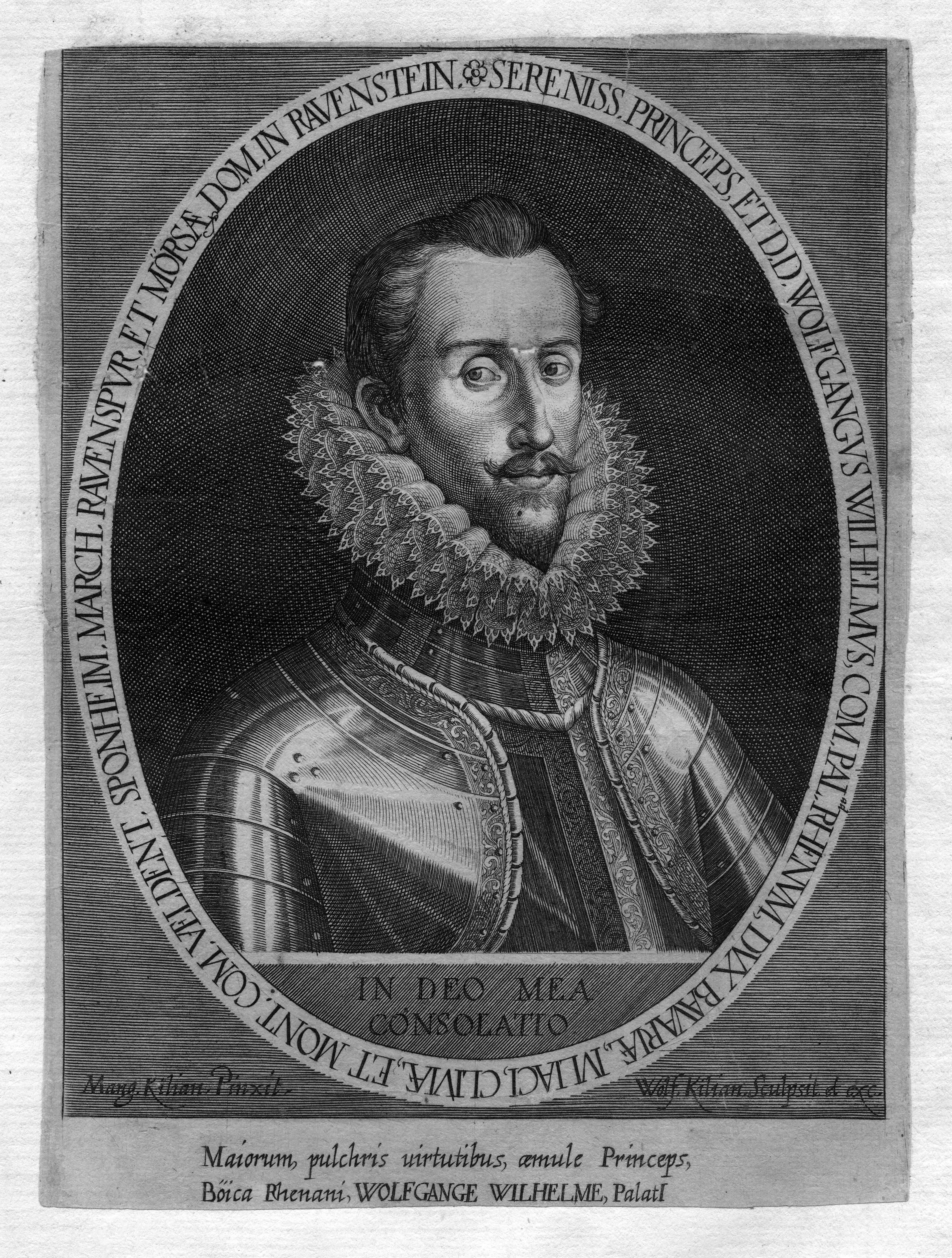
Вольфганг Вільгельм, гравюра

У грудні 1611 року пропозицію принцесі зробив спадкоємний принц Нойбургу Вольфганг Вільгельм. Окрім кандидатури Магдалени, до цього він розглядав варіанти шлюбу з Анною Софією Бранденбурзькою, Агнесою Бранденбурзькою, Єлизаветою Стюарт та Катериною де Бурбон, донькою французького короля Генріха IV. Баварці пропозицію прийняли схвально, єдиною перешкодою вважалася різниця віросповідань потенційного подружжя. Обіцянка принца дозволити майбутній дружині вільно і без перешкод сповідувати свою релігію не допомогла. Зрештою, у липні 1613 року Вольфганг Вільгельм навернувся у католицтво і невдовзі одружився з Магдаленою.
Весілля 26-річної Магдалени та 34-річного Вольфганга Вільгельма пройшло 11 листопада 1613 у Фрауенкірхе в Мюнхені. Церемонію провів князь-єпископ Айхштеттський. Святкові урочистості відзначалися пишністю, були присутніми 17 правлячих князів. Наречена відмовилася від прав на баварський престол за себе та своїх дітей і отримала 80 000 флоринів посагу. У січні 1614 року молодята прибули до Дюссельдорфу, а у травні спадкоємний принц публічно оголосив про свою зміну конфесії.
У серпні 1614 року Вольфганг Вільгельм став пфальцграфом і герцогом Нойбургу після смерті батька, а у листопаді був укладений Ксантенський мир, за яким чоловік Магдалени отримав ще герцогства Юліх і Берг. Згодом до складу його земель увійшли також амти Паркштайн, Плайштайн і Вайден.
На початку 1615 року Магдалена завагітніла і у листопаді народила сина. Філіп Вільгельм (1615—1690) — пфальцграф Нойбургу у 1653—1690 роках, курфюрст Пфальцу у 1685—1690 роках, був двічі одруженим, мав численних нащадків. З шестирічного віку освіта малюка була покладена на єзуїтів.
Мешкало сімейство між Нойбургом і Дюссельдорфом. Вольфганг Вільгельм, прихильник етикету та урочистостей, тримав значний двір. Подружнє життя, за свідченнями, було щасливим. Магдалену змальовували схожою на брата-правителя, розумною жінкою, яка цікавилася політикою. Разом з тим, мала велику схильність до прозелітизму, Вольфганг Вільгельм заявляв, що не може наздогнати дружину на шляху чесноти. Останні роки шлюбу пари не були гармонійними.
Раптово пішла з життя 25 вересня 1628 року. Поховали пфальцграфиню у придворній церкві Нойбургу.
Вольфганг Вільгельм одружувався ще двічі, але більше нащадків не мав.